# Draba ossetica
Draba ossetica là một loài thực vật có hoa trong họ Cải. Loài này được (Rupr.) Sommier & Levier mô tả khoa học đầu tiên năm 1893.